# Château de Hâttonchatel
Château de Hattonchâtel er et slot i Vigneulles-lès-Hattonchâtel i Meuse regionen, Frankrig.
Det prægtige slot blev bygget i det 9. århundrede af Hatton, biskoppen i Verdun, hvis navn det bærer, på en bjergryg med udsigt over dalen ved la Woëvre. Denne strategiske udkigspost blev samlingssted for biskopper og deres hovedsæde indtil 1546. På svenskernes tilbagetog i 1636 belejrede og brændte de det meste af byen.
Hattonchatel ligger kun 20 minutters kørsel fra byen Verdun, som er kendt fra 1. verdenskrig som følge af Slaget ved Verdun, hvor mere end 1 million unge mænd blev dræbt under skyttegravskampene. Slottet blev ødelagt under første verdenskrig. Den berømte Amerikanske lady Belle Skinner fra Holyoke, Massachusetts, købte ruinerne, hvorefter hun genopbyggede – ikke bare slottet, men også landsbyen Hattonchatel for egne midler i  1920'erne.
Det autentiske slot bliver i dag benyttet som ferie- og golfhotel, afholdelse af romantiske weekendophold og eksklusive bryllupper og konferencer.
I 2010 og 2011 dannede slottet rammer om TV2 serien "Stjernerne på slottet".